# Majin Boo
Majin Buu (魔人ブウ Majin Bu) hay gọi là Majin Buu (Ma Buu) trong bộ phim anime truyền hình dài tập của Toei Animation là một nhân vật phản diện trong seri phim dài tập Dragon Ball. Majin Boo có nhiều hình dạng khác nhau, mỗi hình dạng mang một tính cách khác nhau nhưng được gọi chung một tên là Majin Boo
*Kid Buu: Hình dạng ban đầu và thuần khiết của Majin Boo
*Uub: Một hình dạng khác của Majin Boo
*Majin Buu thuần khiết: hình dạng đầu tiên của Majin Boo khi được công chiếu trên truyền hình, xưa Majin Boo đã đánh bại các Đại thần Kai nên Majin Boo bắt đầu chia hình dạng của mình thành 2 hình dạng là Majin Boo Béo (sau này sẽ trở thành Majin Boo tốt) và Majin Boo Gầy (Majin Boo xấu).
- Majin Buu xấu: là một hình dạng của Majin Boo sau khi bị trục xuất khỏi thân xác của Majin Boo mang phần lớn sức mạnh của Majin Buu thuần khiết. Sau khi Satan (một người hùng của trái đất, là bạn của Majin Buu, ông được coi là người hùng vì đã chiếm được công tiêu diệt Cell của Gohan) bị một kẻ xấu bắn, Majin Buu đã tức giận và cứu sống Satan, sau đó Majin Boo tức giận và bắt đầu phân chia thành Majin Boo tốt và Majin Boo xấu. Majin Boo xấu lúc này mang hình dạng màu xám với vẻ mặt tức giận đã tiêu diệt kẻ đã bắn Satan. Tiếp theo, Boo gầy đã khiêu chiến với Buu béo và Buu béo đã thua. Buuxấu hấp thụ Buu béo và chuyển màu sau màu hồng.
-Majin Buu Tốt: là một hình dạng của Majin Boo sau khi trục xuất được Majin Boo xấu ra khỏi cơ thể của mình. Buu này mang hình dạng giống hệt như Majin Boo thuần khiết nhưng khác với Majin Boo thuần khiết là không có bản năng muốn hủy diệt như trước nữa. Sau này Buuo này lại tiếp tục phân chia thành 2 giới tình là Buu nam và Buu nữ
+Majin Buu nam: là kết quả của việc phân chia Majin Boo tốt, nó mang giới tính nam.
+Majin Buu nữ: là kết quả của việc phân chia Majin Boo tốt, nó mang giới tính nữ.
Majin Buu tốt là một thực thể của tinh khiết tốt, và rất tốt bụng, chu đáo, và vui tươi. Khi ông được hấp thụ bởi Buu xấu, những đặc điểm vui tươi và trẻ con của anh thể hiện ở Boo siêu cấp và Kid Buu tương ứng. Trong trận chiến thứ hai của mình chống lại Trunks, Goten đang chuẩn bị các tiểu đội ma siêu của mình cho trận chiến. Piccolo đã thấy rằng đã Goten Boo tái sinh từ các cuộc tấn công ma siêu cuối cùng.Buu siêu cấp cũng đang nằm trên bụng mình, uống một lon soda (mặc dù nó trông giống như một hộp sữa) và đọc tạp chí, nhiều đến cơn giận dữ và bối rối Goten. Ngoài ra, khi Goku vàVegeta đang chuẩn bị cho cuộc chiến, Kid Buu đang ngủ (như Bửu chỉ cần một chút thời gian để nghỉ ngơi), trước sự ngạc nhiên của Goku. Quan trọng hơn, nhờ kết nối của mình với ông Satan, ông đã có một quyết định là ngăn chặn anh ta giết chết các cựu như Super Buu và sau đó Kid Bửu. Vì lý do này, ông cũng trả lời videl yêu cầu phải kiên nhẫn vì là con gái của ông Sa-tan; mặc dù nó là không đủ để ngăn chặn anh ta giết chết cô. Trong khi Majin Boo tốt gây phiền nhiễu cho Super Buu, Kid Boo tức giạn và đã nhổ Majin Boo tốt ra ngay sau khi ông đã có thể. Mặc dù bản chất tốt đẹp của mình, nó được hiển thị trong Dragon Ball Siêu cấp rằng khi đói khát, Majin Boo tốt đã tức giận vì chưa được ông Satan cho ăn thì Boo làm gián đoạn cuộc họp báo của ông Satan và cũng là thể hiện được khá háu ăn như ông ích kỷ từ chối chia sẻ một của bánh mình ly với Beerus. Ông cũng nổi giận giống như các đối tác ban đầu của mình đặc biệt là khi những người thân yêu đang bị tổn thương hoặc chết, chẳng hạn như ông Satan. Tuy nhiên, những đặc điểm tiêu cực có thể là do tính cách trẻ con của mình.
Sau khi xuất hiện đầu tiên của ông Tốt Bửu là yếu hơn so với Ác Bửu (nhờ đã mất khả năng của mình để tăng sức mạnh thông qua sự tức giận, như Evil Bửu là hiện thân của sự phẫn nộ tập trung Bửu), trong khi quyền lực của mình vẫn còn đáng kể, ông có thể dễ dàng đưa xuống Evil Bửu chỉ với một vài cú đấm. Nó không bao giờ nói trong manga hay không tốt Bửu trong xuất hiện ban đầu của ông là yếu hơn so với mức bình thường ban đầu Innocent Bửu tự của mình về quyền lực, mặc dù ông không thể tăng sức mạnh thông qua sự tức giận như Innocent Bửu thể.
Trong Dragon Ball Siêu cấp , Boo thách Beerus người đã dễ dàng đánh bại anh ta bằng cách xoắn Buu xung quanh với tốc độ khủng khiếp của mình và dùng trường lực bắn Boo xuống đại dương. Mặc dù Buu đã bị tấn công bởi Beerus nhiều lần, Buu tiếp tục thách thức Beerus, kéo dài lâu hơn Gohan. Điều này là do khả năng tái sinh của ông.
Trong vũ trụ 6, Buu là người đầu tiên được lựa chọn cho đội Beerus bởi Goku cho giải đấu giữa vũ trụ 6 và vũ trụ 7 bởi vì ông nghĩ rằng họ không thể giành chiến thắng mà không cần Boo một phần của đội họ.Trong anime, Vegeta hỏi tại sao Goku lại chọn Boo kể từ khi ông bị mất trong một cú đánh chống lại Beerus và Goku nói rằng trong khi đó là sự thật, Boo có thể trở thành nhiều hơn nữa vô cùng mạnh mẽ khi ông chiến đấu nghiêm túc.